# Juan Evangelista Venegas
Juan Evangelista Venegas (San Juan, 2 giugno 1929 – San Juan, 16 aprile 1987) è stato un pugile portoricano.
Le XIV Olimpiadi tenutesi a Londra nel 1948 furono un evento storico per Porto Rico poiché fu la prima volta in cui l'isola partecipò come nazione indipendente in una competizione sportiva internazionale. Nelle edizione precedenti, infatti, tutti gli atleti portoricani avevano partecipato sotto la bandiera statunitense.

La delegazione portoricana era composta da tre atleti; Juan Evangelista Venegas era uno di essi, e vinse la medaglia di bronzo nella specialità di pugilato maschile pesi gallo. Fu in assoluto la prima medaglia olimpica vinta da Porto Rico in una edizione olimpionica.